# Arcturinoides dakhla
Arcturinoides dakhla är en kräftdjursart som beskrevs av Menioui och Gary C.B. Poore 2008. Arcturinoides dakhla ingår i släktet Arcturinoides och familjen Arcturidae. Inga underarter finns listade i Catalogue of Life.